# Durrus
Durrus is een plaats in het Ierse graafschap Cork. De plaats telt ongeveer 300 inwoners. Het vormt de toegangspoort tot de schiereilanden Sheep's Head en Mizen Head. Tussen deze twee schiereilanden ligt de Dunmanus-baai. Hier is ook nog de ruïne van Dunbeacon Castle te zien. Durrus is vooral bekend om de Durrus Cheese.